# Chelan County
Chelan County is een van de 39 county's in de Amerikaanse staat Washington.
De county heeft een landoppervlakte van 7.566 km² en telt 66.616 inwoners (volkstelling 2000). De hoofdplaats is Wenatchee.

## Plaatsen in Chelan County
1. Cashmere
2. Chelan
3. Entiat
4. Leavenworth
5. South Wenatchee
6. Sunnyslope
7. Wenatchee
8. West Wenatchee

Adams · Asotin · Benton · Chelan · Clallam · Clark · Columbia · Cowlitz · Douglas · Ferry · Franklin · Garfield · Grant · Grays Harbor · Island · Jefferson · King · Kitsap · Kittitas · Klickitat · Lewis · Lincoln · Mason · Okanogan · Pacific · Pend Oreille · Pierce · San Juan · Skagit · Skamania · Snohomish · Spokane · Stevens · Thurston · Wahkiakum · Whatcom · Whitman · Yakima